# MindJack
MindJack (マインドジャック MaindoJakku?) es un videojuego de disparos en tercera persona desarrollado por Feelplus y publicado por Square Enix. Se puso a la venta para PlayStation 3 y Xbox 360 el 18 de enero de 2011 en Norteamérica, el 21 de enero de 2011 en Europa, el 27 de enero de 2011 en Japón y el 10 de febrero de 2011 en Australia. Estaba planeado para ser comercializado en octubre de 2010 para Norteamérica y Europa, pero se retrasó hasta enero de 2011. MindJack tiene lugar en el año 2031, todos los gobiernos del mundo están en declive y están apareciendo nuevas organizaciones corruptas. El jugador puede "hackear" y controlar enemigos, vehículos, robots o civiles. En el modo "Campaña", el juego es para un solo jugador, pero un segundo jugador puede incorporarse mediante juego en línea como enemigo o como aliado. El juego recibió críticas negativas de los críticos.

## Sistema de juego
MindJack es un videojuego de disparos en tercera persona con sistemas de cobertura. El personaje del jugador puede llevar dos armas equipadas a la vez y granadas. El jugador puede "hackear" y manipular civiles y enemigos debilitados para poder controlarlos. Mientras los controla, el personaje principal será controlado por la CPU. Los enemigos debilitados también pueden convertirse en aliados. Los jugadores en línea pueden "hackear" el modo "Campaña" de una persona en línea y tomar el control de los enemigos mientras que el jugador 1 juega la historia. Los jugadores en línea pueden ayudar al jugador en solitario al atacar a otros enemigos o pueden atacarle. Esto se decide antes de entrar en el modo "Campaña" de alguien seleccionando que papel quiere desempeñar, si aliado o enemigo (azul o rojo, respectivamente).

## Desarrollo
La historia de MindJack y el guion fueron escritos por la división europea de Square Enix ubicada en Reino Unido, con la idea de elaborar una historia atractiva para los jugadores occidentales, en lugar de centrarse en un autor japonés.

## Sinopsis
La historia del juego se centra en el agente Jim Corbijn y en una activista de derechos humanos llamada Rebecca Weiss. Al agente Jim se le envía al distrito 7 para investigar el informe de un tiroteo. Cuando llega al lugar, los agentes del gobierno lo atacan. A continuación, se encuentra con Rebecca. El agente Corbijn y Rebecca deciden investigar juntos los rumores del "Proyecto Mindjack".

## Recepción
El juego recibió "críticas generalmente desfavorables" en ambas plataformas según el sitio web de agregación de reseñas Metacritic, y se hizo notable por recibir una recepción negativa de los críticos.
Eurogamer lo llamó "una mezcla extraña de Resident Evil 5, Uncharted y Minority Report", afirmando que "si puedes mirar más allá de la falta de pulido y los gráficos horribles, aquí hay una versión convincente y única de los juegos de disparos basados en coberturas, junto con una interesante lección sobre cómo los juegos lidian con la trama. Es un pequeño juego gratificante, si puedes hackearlo". GameSpot elogió el concepto de MindJack y el modo multijugador en línea, pero concluyó que "Mindjack tiene algunos puntos brillantes, pero están asfixiados por el peso de los controles incómodos y el potencial desperdiciado". IGN resumió su revisión con "Mindjack es, en última instancia, un juego de disparos frustrante y olvidable con una presentación horrible, controles torpes y una campaña laboriosa. Ofrece una idea de próxima generación con su diseño multijugador único, pero lo ofrece en un paquete terriblemente de última generación." El veredicto de la Official Xbox Magazine UK fue que "Nadie en su sano juicio debería comprar esto". En Japón, Famitsu le dio una puntuación de dos sietes y dos seises para un total de 26 de 40.
Ben "Yahtzee" Croshaw de Zero Punctuation clasificó el juego en quinto lugar en su lista de los peores juegos de 2011; Llamó al juego "Una sucesión de habitaciones cuadradas pobladas por personajes que no podrían haber alcanzado ningún nivel de caracterización decente ni aunque tuvieran una escalera de mano impulsada por un cohete. Su única innovación fue la capacidad de poseer a otras personas en el campo de batalla, una característica que solo sirvió para ilustrar que absolutamente nadie se estaba divirtiendo".